# Aslıhan Koruyan
Dilek Aslıhan Koruyan Sabancı, (Ankara, 1972), la representant de Turquia a Miss World 1991 és cuinera (xef) i escriptora de gastronomia turca. Va guanyar el premi "Best Health and Nutrition Book" en el 2012 Gourmand World Cookbook Awards a París, pel seu llibre Gluten Free Mediterranean Gourmet Cuisine. És celiaca i nora d'una de les famílies mes riques de Turquia, els Sabancı. Amb el seu marit Demir Sabancı, home de negocis turc, tenen tres fills.

## Altres llibres
- Glütensiz Gurme Lezzetler (Sabors gourmé sense gluten)
- Evinizde Sağlık ve Güzellik Doğal Tarifler-Öneriler (Salut i belleza a la seva casa: Reseptes i Propostes)
- Çocuklar için Gurme Lezzetler (Sabors gourmé pels nens)[4]